# Flavia Maximiana Teodora
Flavia Maximiana Teodora (conocida como Teodora) fue la hijastra de Maximiano. Sus padres fueron Flavio Afranio Anibaliano y Eutropia, quien se divorció en 283 y se casó posteriormente con Maximiano. El padre de Teodora fue cónsul en 292 y prefecto del pretorio con Diocleciano. 
En 293, Teodora se casó con Flavio Valerio Constancio, posteriormente emperador Constancio I, después de que este se divorciara de su primera esposa, Helena, para fortalecer su posición política.
La pareja tuvo seis hijos:
- Flavio Dalmacio
- Julio Constancio, padre del emperador Juliano
- Anibaliano, quien debió de morir antes de que se produjeran las purgas imperiales de 337, porque no se encuentra entre las víctimas
- Anastasia
- Flavia Julia Constancia, esposa del emperador Licinio
- Eutropia, madre de Nepociano